# Abbott Island, Antarktis
Abbott Island är en ö i Antarktis. Den ligger i havet utanför Antarktiska halvön. Argentina, Chile och Storbritannien gör alla anspråk på området.